# Zack Moss
Zaccheus Malik Moss (Hialeah Gardens, 15 dicembre 1997) è un giocatore di football americano statunitense che milita nel ruolo di running back per gli Cincinnati Bengals della National Football League (NFL).

## Carriera

### Buffalo Bills
Moss al college giocò a football all'Università dello Utah dal 2016 al 2019 venendo premiato nell'ultima stagione come giocatore offensivo dell'anno della Pac-12 Conference. Fu scelto dai Buffalo Bills nel corso del terzo giro (86º assoluto) del Draft NFL 2020. Debuttò come professionista nella gara del primo turno contro i New York Jets correndo 9 volte per 11 yard. Nell'ottavo turno segnò due touchdown su corsa nella vittoria sui New England Patriots. La sua stagione da rookie si chiuse con 481 yard corse e 4 touchdown in 13 presenze, nessuna delle quali come titolare.

### Indianapolis Colts
Il 1º novembre 2022 Moss, assieme a una scelta del sesto giro del Draft NFL 2023, fu scambiato con gli Indianapolis Colts per il running back Nyheim Hines.
Nel terzo turno della stagione 2023, Moss corse un record in carriera di 30 volte, guidando la squadra con 122 yard corse e un touchdown alla vittoria contro i Baltimore Ravens. Due settimane dopo, nella partita del ritorno in campo della stella Jonathan Taylor dopo un lungo sciopero, fu invece Moss il running back a prendersi la scena, correndo 165 yard e segnando 2 touchdown nella vittoria sui Tennessee Titans.

### Cincinnati Bengals
L'11 marzo 2024 firmò un contratto biennale con i Cincinnati Bengals.